# Anything Goes (1936)
Anything Goes is een Amerikaanse muziekfilm uit 1936 onder regie van Lewis Milestone. De film werd destijds uitgebracht onder de titel Ons is niets te dol.

## Verhaal
Billy Crocker wordt verliefd op de knappe Hope Harcourt. Als hij ziet dat Hope met geweld aan boord wordt gebracht van een luxeschip, gaat hij haar redden. Billy ontdekt dat Hope een rijke Engelse op de vlucht is, die nu wordt teruggebracht naar haar vaderland. Ook de baas van Billy blijkt aan boord te zijn van het schip.

## Rolverdeling
| Acteur          | Personage         |
| --------------- | ----------------- |
| Bing Crosby     | Billy Crocker     |
| Ethel Merman    | Reno Sweeney      |
| Charles Ruggles | Moonface Martin   |
| Ida Lupino      | Hope Harcourt     |
| Grace Bradley   | Bonnie LeTour     |
| Arthur Treacher | Evelyn Oakleigh   |
| Robert McWade   | Elisha J. Whitney |
| Richard Carle   | Bisschop Dobson   |
| Margaret Dumont | Mevrouw Wentworth |
| Jerry Tucker    | Junior            |
| Matt Moore      | Kapitein McPhail  |
| Edward Gargan   | Rechercheur       |
| Matt McHugh     | Rechercheur       |
| Budd Fine       | Pug-Ugly          |